# Tabula rogeriana

Còpia moderna de la Tabula Rogeriana, capgirada per orientar-la amb el nord cap a dalt.

L'obra Núzhat al-muixtaq fi-khtiraq al-afaq (àrab: نزهة المشتاق في اختراق الآفاق, Nuzhat al-muxtāq fī-ẖtirāq al-āfāq, literalment ‘Passejada del desitjós de creuar els confins del món’), més coneguda com a Llibre de Roger (àrab: كتاب روجر, Kitāb Rūjar) o, en llatí, com Tabula Rogeriana, literalment ‘Mapa de Roger’, és una descripció i mapa del món escrita pel geògraf àrab Muhàmmad al-Idrissí l'any 1154. Al-Idrissí va treballar en els comentaris i il·lustracions del mapa durant quinze anys a la cort del rei normand Roger II de Sicilia, qui li havia encarregat el llibre l'any 1138.

## Contingut
El llibre, escrit en àrab, es divideix en set climes, seguint el sistema ptolemaic, i, alhora, cada clima es divideix en deu seccions. D'aquesta manera es cartografia i descriu tota Euràsia i la meitat nord d'Àfrica. A més d'aquests setanta mapes de les seccions longitudinals, que conformen un mapa rectangular de tot el món conegut, l'obra és precedida d'un mapamundi més petit i circular, orientat amb el nord a la part inferior i la Meca al centre. Durant tres-cents anys va ser el mapamundi més precís.
El text incorpora descripcions exhaustives de les condicions físiques, culturals, polítiques i socioeconòmiques de cada regió i cadascuna de les setanta seccions tingué el seu mapa corresponent. Va calcular la circumferència terrestre amb un error de menys del 10% i va donar a entendre el concepte de gravetat.
Per a gaudi del rei Roger, del mapa se'n va fer una còpia gravada en un disc d'argent que pesava uns 130 kg. El mapa mostrava, en paraules d'al-Idrissí, les set regions climàtiques amb els seus respectius districtes i regions, costes i terres, golfs i mars, cursos d'aigua i rius.

## Història
Convidat pel rei Roger, al-Idrissí es va assentar a Palerm, la capital del regne de Sicília, on, en 1138, li va encarregar la redacció d'una descripció completa del món conegut. Amb l'ajut i el patrocini del rei Roger en persona, al-Idrissí i els seus col·laboradors van parlar amb viatgers experimentats, individualment i en grup, sobre el seu coneixement del món. Al-Idrissí va recollir a la seva obra només aquells coneixements en què totes les versions coincidien, mentre que en va excloure les notícies contradictòries. Quan va caldre, es van enviar emissaris a recollir informacions. Tot plegat explica que es tardessin quinze anys en completar una primera versió del llibre i dels mapes.

## Exemplars
L'exemplar original del llibre i el mapa en plata foren destruïts durant els disturbis que van tenir lloc a Palerm l'any 1160. El mateix al-Idrissí en feu una segona versió per al rei Guillem II, fill de Roger II, i encara una versió reduïda, que és la que s'ha conservat en una desena d'exemplars copiats entre els segles XIV i XVI.
Actualment, existeixen deu còpies manuscrites del Llibre de Roger, cinc de les quals tenen el text complet i vuit contenen mapes. Dues es troben a la Biblioteca Nacional de França, incloent-hi la més antiga, que data del 1325. Una altra còpia, feta al Caire l'any 1553, es troba a la Biblioteca Bodleiana, a Oxford. El manuscrit més complet de tots, que inclou el mapa del món i setanta seccions, es troba a Istanbul.

## Valoració
Sobre l'obra d'al-Idrissí, en va escriure l'erudit i viatger estatunidenc S. P. Scott en 1904:
«La compilació d'Edrisi (sic) marca una època en la història de la ciència. No només és la seva informació històrica la més interessant i valuosa, sinó que les seves descripcions de moltes parts de la terra segueixen sent vigents actualment. Durant tres segles els geògrafs van copiar els seus mapes sense alteracions. La posició relativa dels llacs que formen el Nil, tal com es detalla a la seva obra, no difereix molt del que estableixen Baker i Stanley més de set-cents anys després, i el seu nombre és el mateix. El geni mecànic de l'autor no era inferior a la seva erudició. El planisferi celeste i terrestre de plata que va construir per al rei tenia uns sis peus de diàmetre i pesava quatre-centes cinquanta lliures; per un costat, el zodíac i les constel·lacions, per l'altre, dividit per conveniència en segments, es gravaven els cossos de terra i aigua, amb les respectives situacions dels diferents països.»